# Route des Jardins

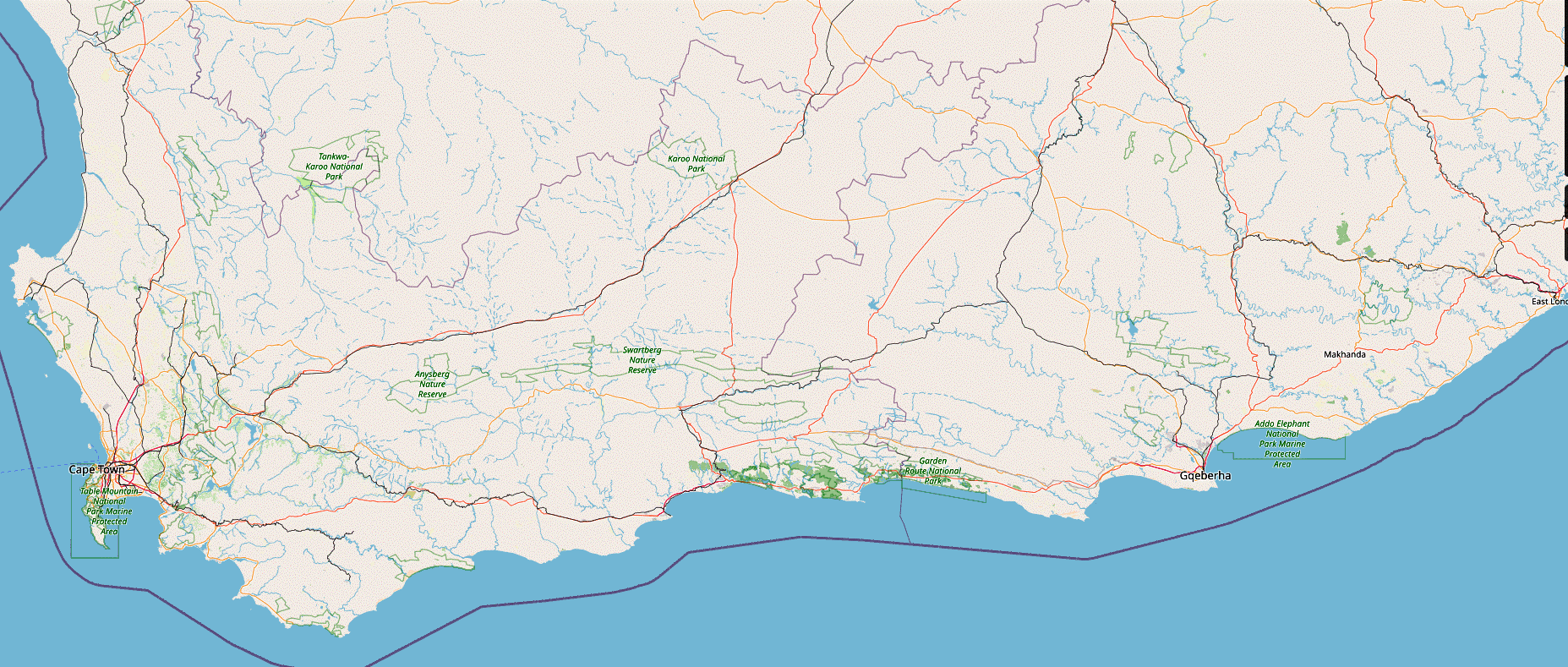
Plan de la route des Jardins

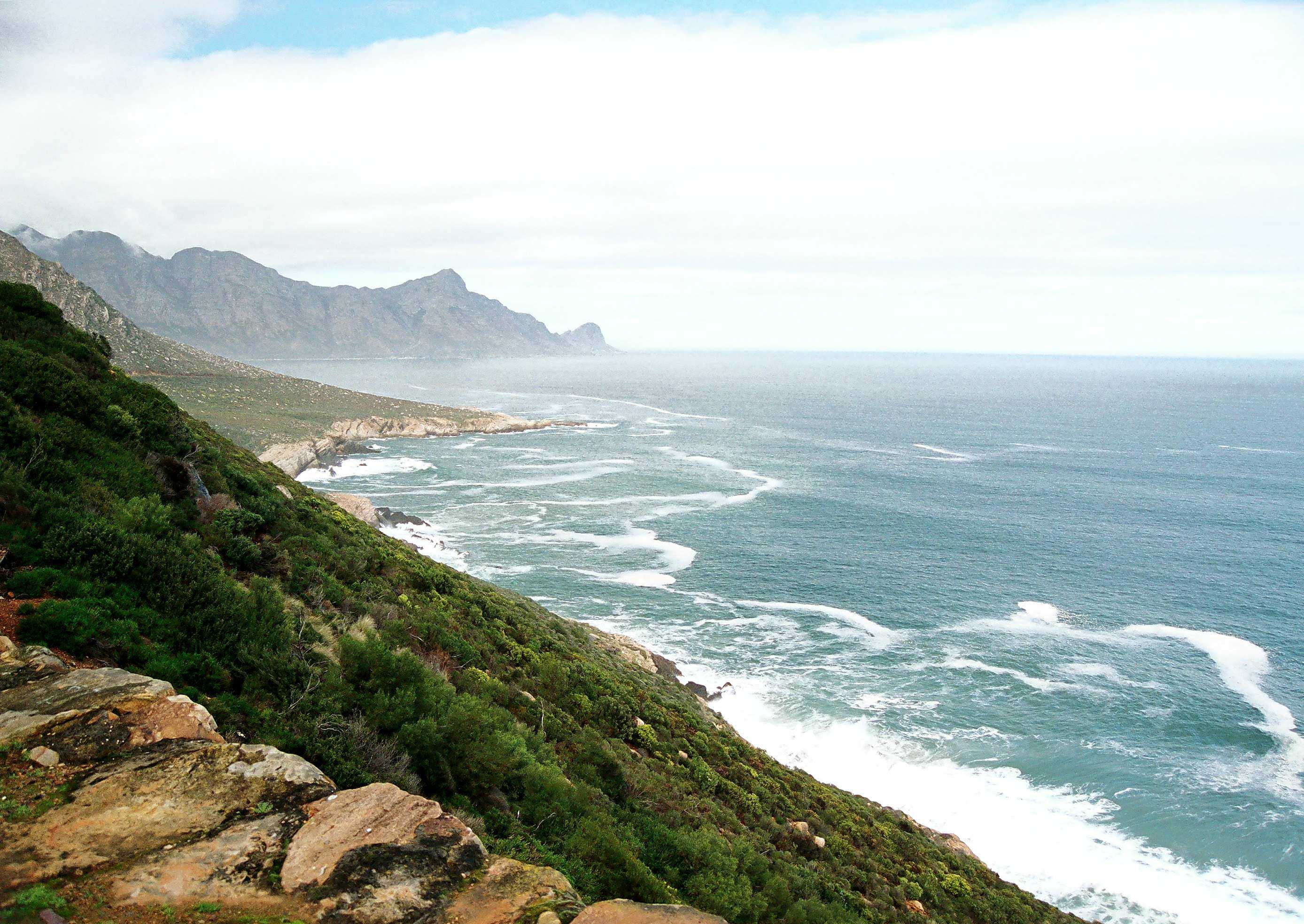
Panorama sur la route des Jardins

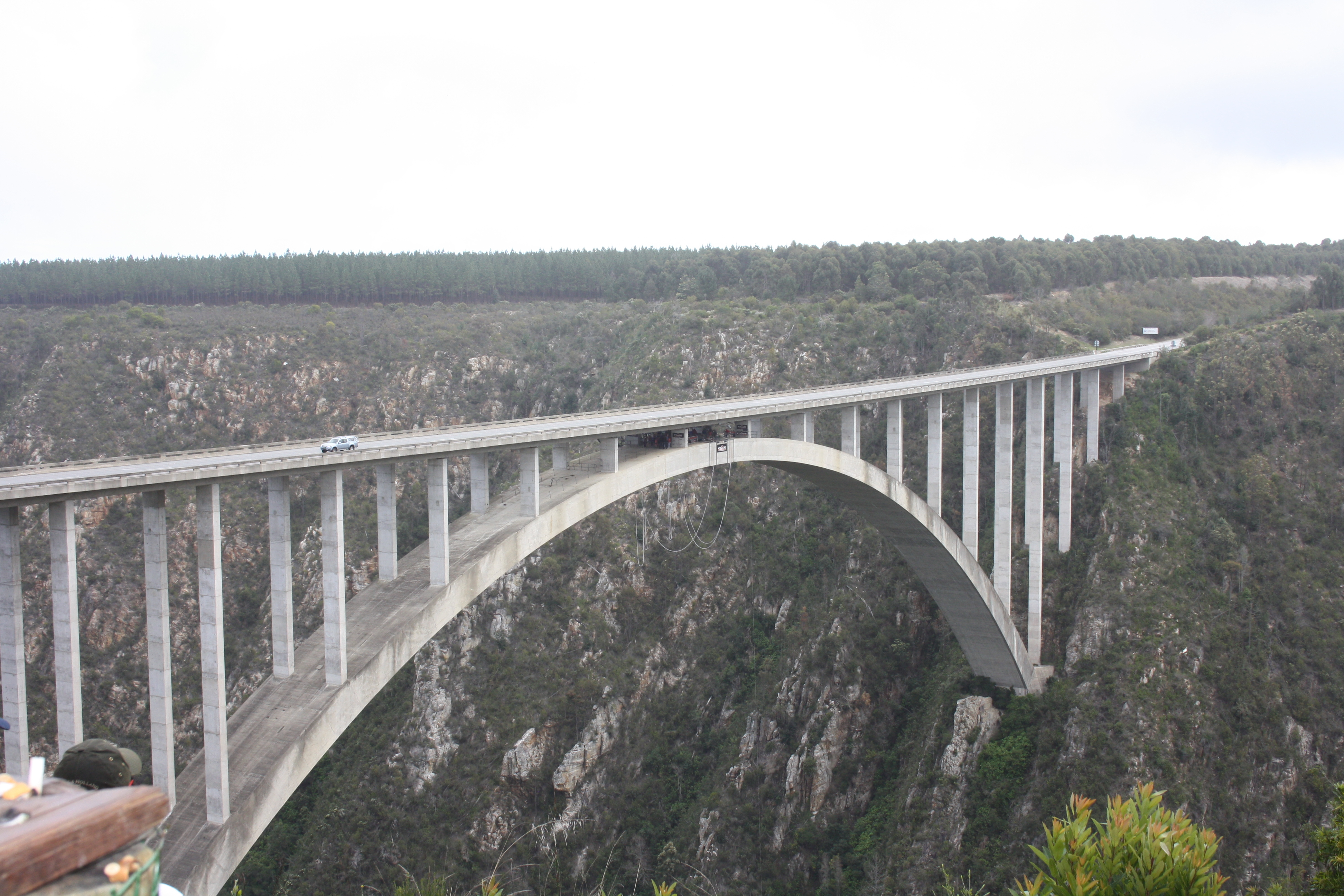
Pont en arc Bloukrans sur la route des Jardins

La route des Jardins (Anglais : Garden Route ; Afrikaans : Tuinroete) est une voie touristique de 300 kilomètres située au sud de l’Afrique du Sud et qui s’étend de Witsand au Cap-Occidental à la frontière de la rivière Tsitsikamma Storms au Cap-Oriental. La route 62 est une route mythique à l'image de la route 66 aux USA Son nom lui vient de la végétation luxuriante et écologiquement riche que l'on y trouve. De nombreux estuaires et lacs parsèment le long de cette côte. Elle comprend les villes de Knysna, Plettenberg Bay, Mossel Bay, Great Brak River, Little Brak River, Wilderness, Sedgefield et Nature’s Valley et le parc national de Tsitsikamma; avec George, la plus grande ville et le centre administratif de la route des Jardins. Récemment, les villes d’Albertinia, Riversdale, Heidelberg, Ladismith, Calitzdorp, Oudtshoorn, De Rust et Uniondale ont été rajoutées au district et à la municipalité de la Garden Route.